# Прича око логорске ватре
У Северној Америци, прича око логорске ватре је облик усменог приповедања које се изводи око отворене ватре ноћу, обично у дивљини, у великој мери повезано са причањем прича које имају натприродне мотиве или елементе урбане легенде. Док активност није неупоредива са, нити се међусобно искључује са локалним праксама, не треба их мешати једна са другом у савременом контексту.

## Историја
Модерно причање приче око логорске ватре је изум касног модерног периода и можда је настала међу војницима или граничарима који су користили приповедање као ноћно средство да остану будни док су се понашали као стражари у кампу. У Северној Америци, већ 1840-их, израз „прича о логорској ватри“ повезивао се са ратним подвизима попут оних испричаних у војном логору. Касних 1800-их година почели су да се појављују огласи за часописе и предавања, који су укључивали „приче о логорској ватри“. Истовремено, братства и друге организације би организовале окупљања ветерана који су потом настављали традицију у мирнодопским условима Термин је такође почео да се повезује са сусретима са великом или опасном дивљачи, као што су медведи, биволи, пантере или змије.
Са формирањем омладинских група, као што су извиђачи и извиђачи Америке, дошло је до усвајања пракси које су већ успоставиле тадашње организације. Сходно томе, приче око логорске ватрие постале су саставни део таквих организација скоро од њиховог оснивања. У првом издању званичног приручника за извиђаче Америке, треће поглавље о „Кампцрафту“ пружа многе белешке за забаву уз логорску ватру, укључујући и оне о приповедању прича. Док је наведен пример приче адаптација усмене традиције Индијанаца, критеријуми за дате приче су следећи: „Индијанске легенде, ратне приче, приче о духовима, детективске приче, приче о херојству, историја живота, разговор о звездама." Међу овим раним омладинским групама је дошло до проширења разумевања приче о логорској ватри и сигнализирала велику промену публике од ветерана ка широј јавности. Исто тако, сама природа оваквих организација представља факторе погодне за приче о натприродном, односно увођење млађих група слушалаца далеко упечатљивијих у приче страшне или фантастичне природе. Временом ће популарност овог другог постати преовлађујућа и у великој мери помрачити друге жанровске приче.

## Камповање
Приче о логорској ватри имају јаку везу са камповањем као обликом рекреације. Аутор Вилијам В. Форџи, у уводу своје књиге из 1984. Campfire Stories ... Things That Go Bump in the Night, приметио је да су у његових десет година службе као извиђача, најтраженији догађај који се деавао око логорских ватри биле приче које изазивају страх. Форџи је надаље идентификовао низ елемената који би требало да уђу у причу о логорској ватри:
1. Уживајте у пракси
2. Одржавајте контакт очима
3. Будите у блиском контакту са публиком
4. Немојте опседнути детаљима
5. Поставите тихо расположење пре приче
6. Искористите енергију публике
7. Одржавајте логорску ватру
8. Одбаците реквизите или тактике застрашивања, они одвлаче пажњу од приче
9. Користите различите гласовне флексије
10. Започните сесије са веродостојним причама да бисте изградили кредибилитет[27]

Форџијеве тачке наглашавају важну дистинкцију приче о логорској ватри као пракси, а не као жанру, као што је случај са причама о духовима или урбаним легендама. Прича о логорској ватри, иако има јаку повезаност са ужасом или натприродним, није подскуп или класа прича, већ активност на отвореном, као што је планинарење, пењање или пливање. То је такође за многе обред преласка у доб након које настаје предадолесценција.